# Aphalaroida masonici
Aphalaroida masonici är en insektsart som först beskrevs av Caldwell 1940.  Aphalaroida masonici ingår i släktet Aphalaroida och familjen rundbladloppor. Inga underarter finns listade i Catalogue of Life.